# Vicente del Bosque
Vicente del Bosque González (Salamanca, 23 de diciembre de 1950), I marqués de Del Bosque, es un noble, exentrenador y exfutbolista español.
Como futbolista, desarrolló la práctica totalidad de su carrera en el Real Madrid (1968-1984), con el que disputó un total de 339 partidos oficiales, logrando cinco Ligas y cuatro Copas. Fue internacional absoluto en 18 partidos con España (1975-1980).
Como entrenador, dirigió principalmente al Real Madrid (1999-2003), logrando entre otros títulos una Copa Intercontinental, dos Ligas de Campeones y dos Campeonatos de Liga, y a la selección española (2008-2016), con la que logró el Mundial 2010 y la Eurocopa 2012. Tiene en su haber ser el único entrenador campeón del mundo y de Europa de clubes y selecciones (Marcello Lippi es campeón del mundo de clubes y selecciones, mientras que José Villalonga y Rinus Michels son campeones de Europa de clubes y selecciones), así como el único seleccionador junto a Helmut Schön en ganar Copa Mundial de la FIFA y Eurocopa consecutivas, y uno de los cuatro (junto al propio Schön, Lionel Scaloni y a Mário Zagallo) en ganar un campeonato continental de selecciones y la Copa Mundial de Fútbol. Es el seleccionador con mayor porcentaje de victorias de la historia con un 76 %, superando a Gusztáv Sebes (74 % con Hungría) y Vicente Feola (73 % con Brasil).
A nivel individual, fue distinguido por la FIFA como mejor entrenador del mundo en 2012.

## Trayectoria como jugador
Vicente del Bosque jugó en la posición de centrocampista un total de 441 partidos oficiales. Debutó en el fútbol nacional en las filas del Club Deportivo Salmantino (filial de la Unión Deportiva Salamanca), donde fue máximo goleador con solo 17 años. Destacó por su visión de juego y su capacidad de organización.
Desarrolló prácticamente toda su carrera profesional en el Real Madrid Club de Fútbol, primero en su filial, el Plus Ultra, para pasar, tras un año de cesión al Córdoba y dos al Castellón, al Real Madrid definitivamente, donde permaneció como titular del primer equipo durante once temporadas, hasta 1984, ganando cinco títulos de Liga, cuatro títulos de Copa y un subcampeonato en Copa de Europa. Fue internacional con España, totalizando 18 partidos y un gol, habiendo disputado la fase final de la Eurocopa 1980.

## Trayectoria como entrenador

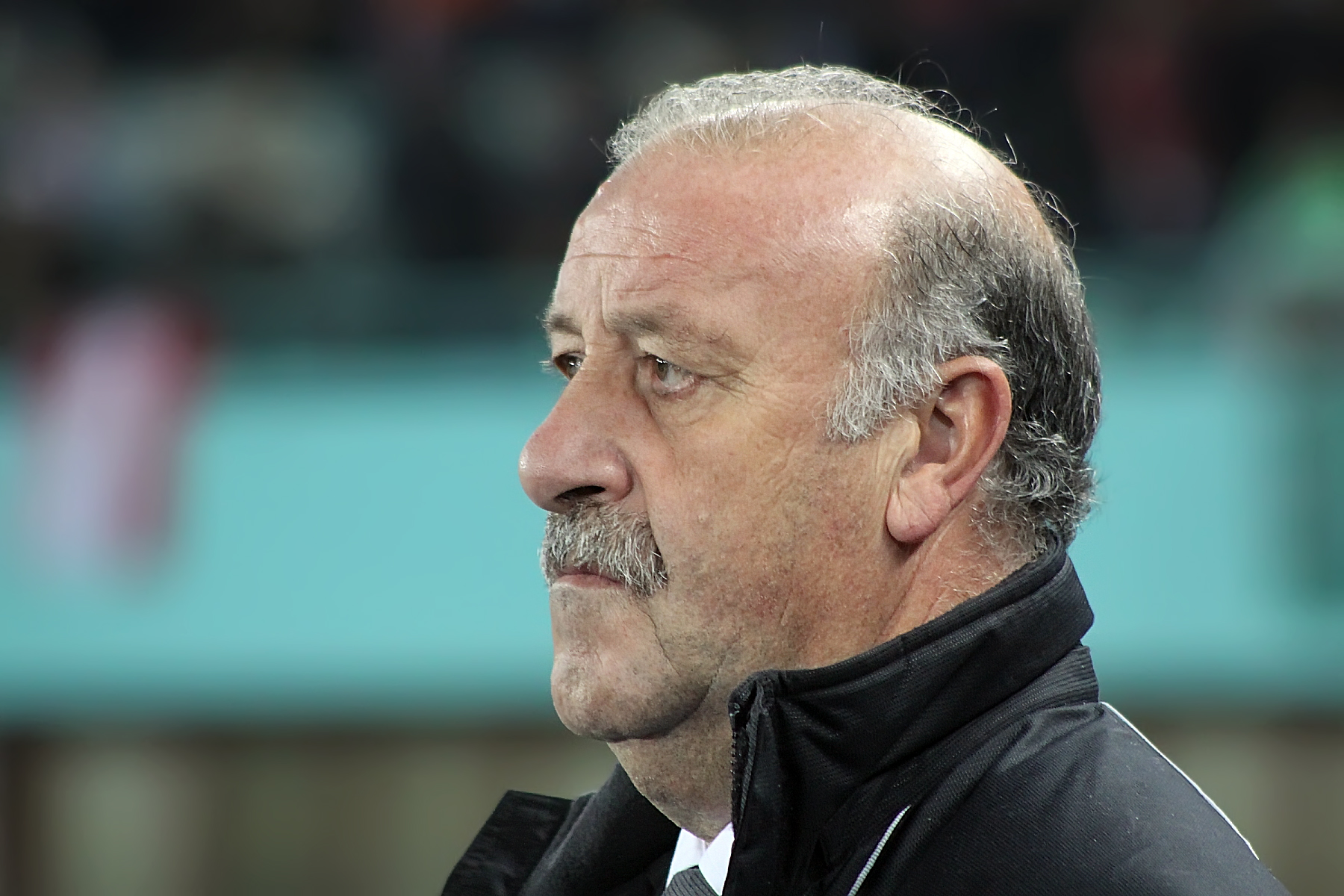
Vicente del Bosque

### Real Madrid
Una vez abandonada la práctica del fútbol, Vicente Del Bosque se incorporó como técnico en las categorías inferiores del Real Madrid Club de Fútbol. Su primer partido como técnico profesional fue el 29 de agosto de 1987, en la 1.ª jornada de la Segunda División de España 1987/88, frente al Real Oviedo (0-0). En marzo de 1994, debutó como entrenador del primer equipo del Real Madrid tras la destitución de Benito Floro, pero solo ocupó el puesto un par de meses, volviendo luego a su trabajo en la cantera blanca. De la misma forma, tras la destitución de Jorge Valdano dirigió interinamente durante dos partidos al primer equipo a principios de 1996, venciendo en San Mamés por 0-5 y en el Estadio Carlos Tartiere al Real Oviedo por 2-3, hasta la contratación de Arsenio Iglesias.
Finalmente, en la temporada 1999/2000, el club decidió encargarle de manera estable la dirección del primer equipo en sustitución de John B. Toshack. Durante los primeros días del año 2000, participó en el primer Mundial de Clubes, logrando el cuarto puesto al perder en tiros de penalti ante el Necaxa mexicano. Poco después de conseguir la Liga de Campeones de 2000, llegó a la presidencia del club Florentino Pérez y comenzó la conocida como «Era Galáctica del Real Madrid», al incorporar a tres ganadores del Balón de Oro como Luís Figo, Zinedine Zidane y Ronaldo. En sus cuatro temporadas como entrenador del primer equipo, Del Bosque se proclamó bicampeón de Europa (2000 y 2002), bicampeón de Liga (2001 y 2003), además de campeón del mundo de clubes en 2002, supercampeón de Europa en 2002 y supercampeón de España en 2001. En junio de 2003, un día después de que el Real Madrid consiguiera su vigésimo noveno título de Liga, el club informó de que no se le renovaría el contrato, que expiraba el 30 de junio de ese mismo año, medida criticada por el entrenador, cuya larga vinculación con la entidad madrileña se vio súbitamente interrumpida.

### Beşiktaş y Cádiz
En la temporada 2004/2005, fue contratado por el Beşiktaş turco; pero en plena temporada y con unos resultados no satisfactorios, el club decidió prescindir de sus servicios. En junio de 2007, fue nombrado director deportivo del Cádiz CF de la mano de Arturo Baldasano, cargo que abandonó a los pocos meses tras la marcha de este.

## Trayectoria como seleccionador

### Selección española de fútbol
El 17 de julio de 2008, es presentado como seleccionador nacional de fútbol de España, en sustitución de Luis Aragonés. Debutó con victoria por 0-3 el 20 de agosto de 2008, en un amistoso frente a Dinamarca.

#### Copa Confederaciones 2009
La primera fase final de una competición, en la que dirigió a la selección, fue en la Copa Confederaciones 2009, en la que consiguió el tercer puesto, tras perder en semifinales ante el combinado de los Estados Unidos y vencer por 3-2 a la anfitriona Sudáfrica, en el partido por el tercer puesto.

#### Copa del Mundo 2010

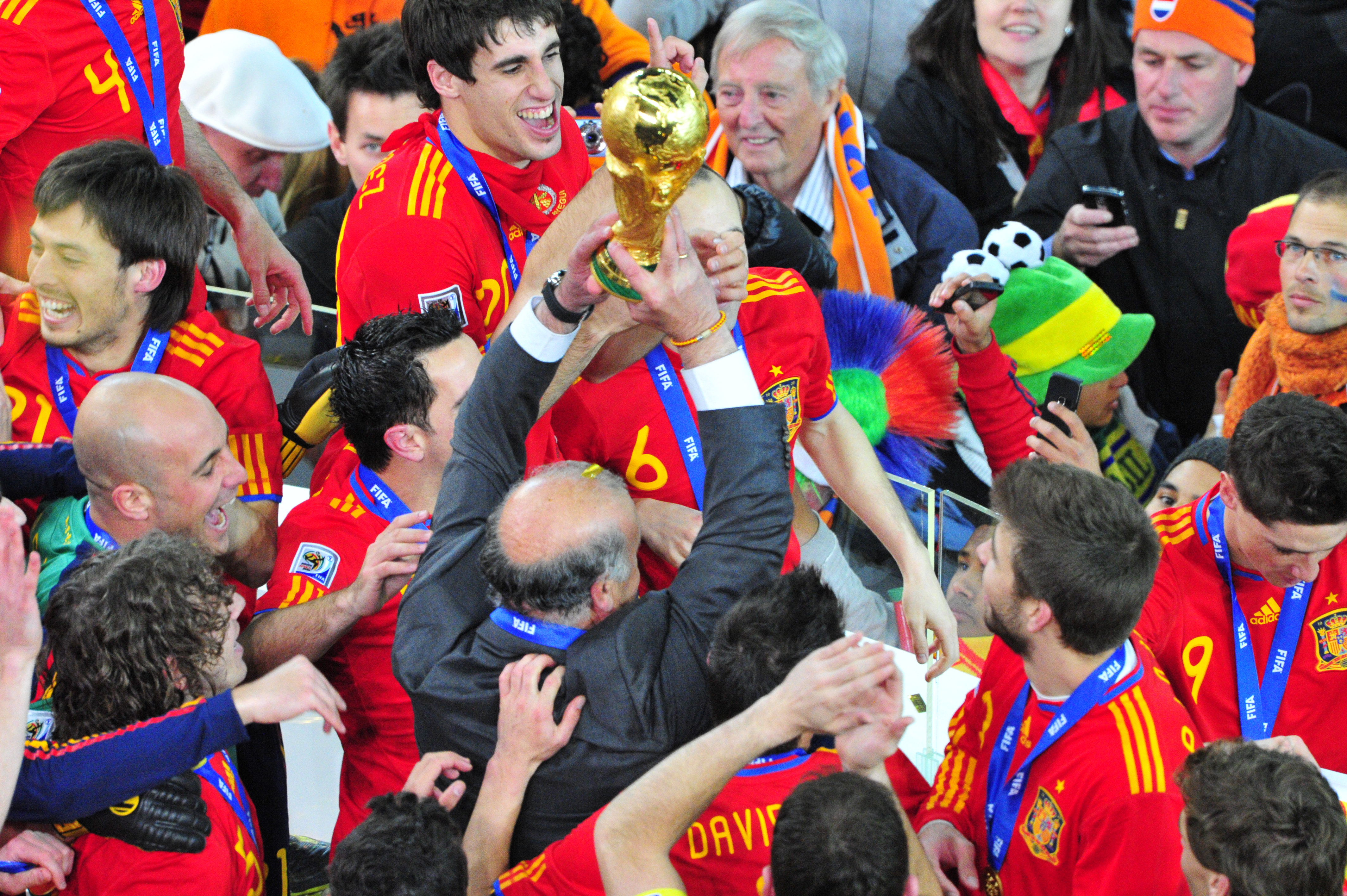
Del Bosque alzando el trofeo de la Copa del Mundo en el Mundial de 2010

Entre septiembre de 2008 y octubre de 2009, consiguió la clasificación de España para el Mundial de Sudáfrica 2010, ganando todos los partidos de la fase clasificatoria, con un pleno de los 30 puntos posibles, al ganar los 10 encuentros que disputó.
España llegaba a la fase final de la Copa del Mundo como máxima favorita y encuadrada en el grupo H junto a Honduras, Suiza y Chile. Obtuvo el pase a octavos de final como primera de grupo, tras ser derrotada 0-1 en su debut por Suiza, e imponerse ante Honduras por 2-0 y 1-2 contra Chile.
En la fase de eliminatorias, se enfrentó en octavos a Portugal, derrotándola por 1-0. En cuartos de final se impuso a Paraguay por 0-1, con gol de David Villa. En la semifinal del 7 de julio ante Alemania, España alcanzaba por primera vez la clasificación para una final de un Mundial, tras ganar por 1-0. En la final del 11 de julio en Johannesburgo, España se proclamaba por primera vez campeona del mundo, al vencer 1-0 a los neerlandeses.
Tras esta victoria, el rey Juan Carlos I le concedió el título de marqués de Del Bosque, que lleva anexa el tratamiento de Ilustrísimo Señor.

#### Eurocopa 2012
El 1 de julio de 2012, apenas dos años después de hacer historia ganando la Copa Mundial, consiguió anotar un título más en su palmarés, llevando a la Selección de España a la victoria en la Eurocopa frente a Italia por 4-0, convirtiéndose así en el segundo entrenador en la historia del fútbol en conseguir el «doblete Mundial–Eurocopa», tras Helmut Schön.

#### Copa Confederaciones 2013
España disputa la Copa Confederaciones 2013 como vigente campeona de Europa y del mundo. La selección terminó subcampeona, tras ser derrotada por 3-0 en la final ante la selección anfitriona de Brasil.

#### Copa del Mundo 2014

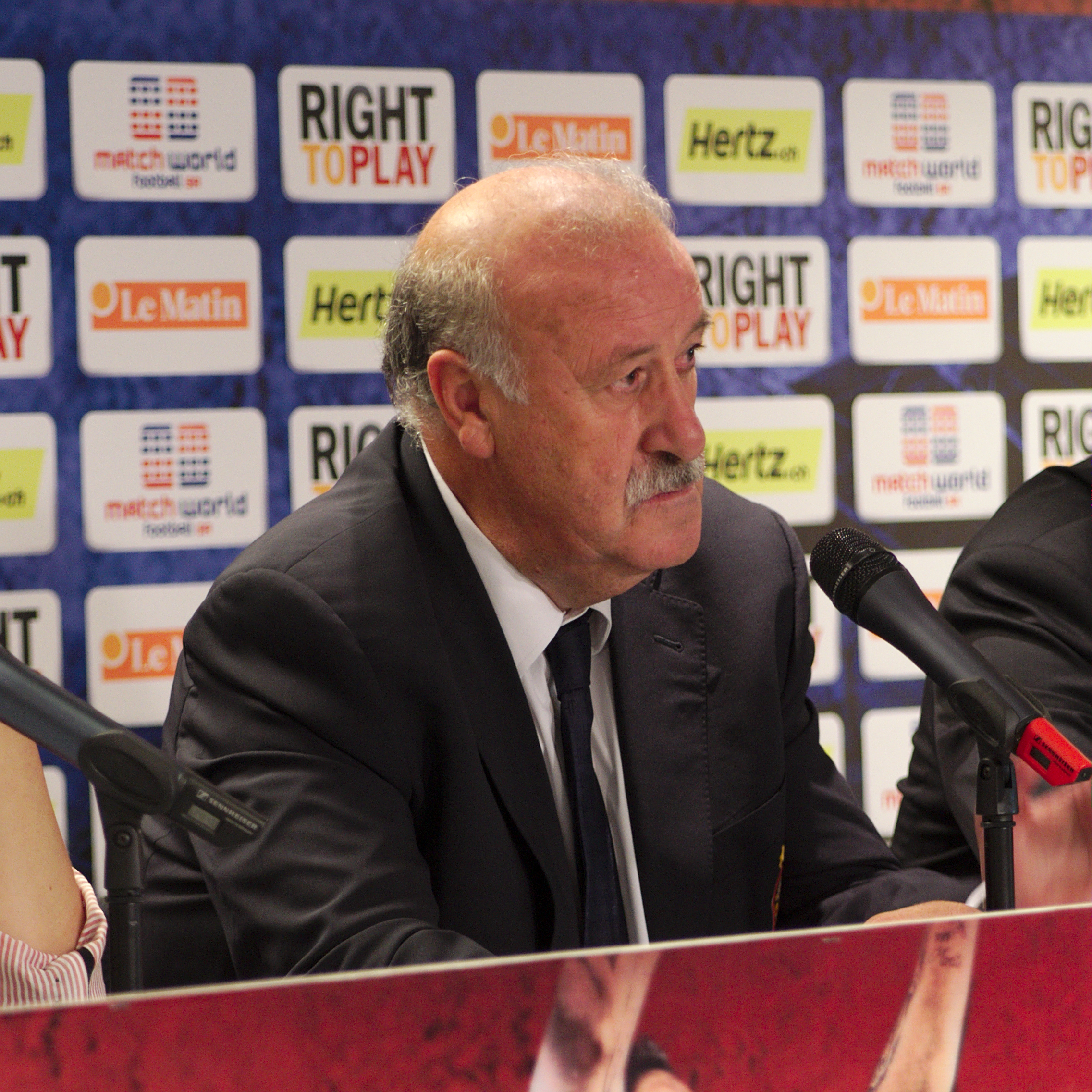
Del Bosque en conferencia de prensa tras un amistoso ante Chile en 2013.

El 15 de noviembre de 2013, después de clasificar a España para el Mundial de Brasil, confirma la renovación de su contrato hasta la finalización de la Eurocopa 2016.
En el certamen mundialista de 2014, la selección española no pudo pasar de la primera fase tras perder contra Países Bajos y Chile, logrando una intrascendente victoria contra Australia en el último partido, cuando ya estaba eliminada. Pese al revés, el técnico salmantino anunció que continuaría en el banquillo nacional.

#### Eurocopa 2016
El 9 de octubre de 2015, la selección española completó con éxito la Clasificación para la Eurocopa 2016 al asegurarse el primer puesto del grupo C gracias a una victoria por 4-0 frente a Luxemburgo.
En la fase final de la Eurocopa 2016, España fue eliminada en octavos de final por Italia (2-0). La RFEF anunció mediante un comunicado el 4 de julio, la decisión de Del Bosque de no continuar como seleccionador, tras la reunión mantenida con el presidente Villar. El 7 de agosto de 2016, Del Bosque confirmó que no iba a entrenar a ningún equipo más.

### Participaciones en fases clasificatorias
Participaciones en clasificatorias a Copas del Mundo
| Proceso              | Sede      | Resultado   | J  | G  | E | P | GF | GC | Dif | Ef%    |
| -------------------- | --------- | ----------- | -- | -- | - | - | -- | -- | --- | ------ |
| Clasif. Mundial 2010 | Sudáfrica | Clasificado | 10 | 10 | 0 | 0 | 28 | 5  | +23 | 100%   |
| Clasif. Mundial 2014 | Brasil    | Clasificado | 8  | 6  | 2 | 0 | 14 | 3  | +11 | 83.33% |
| Total                | Total     | Total       | 18 | 16 | 2 | 0 | 42 | 8  | +34 | 92.59% |

Participaciones en clasificatorias a Eurocopas
| Proceso               | Sede              | Resultado   | J  | G  | E | P | GF | GC | Dif | Ef%    |
| --------------------- | ----------------- | ----------- | -- | -- | - | - | -- | -- | --- | ------ |
| Clasif. Eurocopa 2012 | Polonia y Ucrania | Clasificado | 8  | 8  | 0 | 0 | 26 | 6  | +20 | 100%   |
| Clasif. Eurocopa 2016 | Francia           | Clasificado | 10 | 9  | 0 | 1 | 23 | 3  | +20 | 90%    |
| Total                 | Total             | Total       | 18 | 17 | 0 | 1 | 49 | 9  | +40 | 94.44% |

### Participaciones en fases finales
Participaciones en Copas del Mundo
| Mundial             | Sede      | Resultado    | J  | G | E | P | GF | GC | Dif | Ef%    |
| ------------------- | --------- | ------------ | -- | - | - | - | -- | -- | --- | ------ |
| Copa del Mundo 2010 | Sudáfrica | Campeón      | 7  | 6 | 0 | 1 | 8  | 2  | +6  | 85.71% |
| Copa del Mundo 2014 | Brasil    | Primera fase | 3  | 1 | 0 | 2 | 4  | 7  | -3  | 33.33% |
| Total               | Total     | Total        | 10 | 7 | 0 | 3 | 12 | 9  | +3  | 70%    |

Participaciones en Eurocopas
| Copa          | Sede              | Resultado        | J  | G | E | P | GF | GC | Dif | Ef%    |
| ------------- | ----------------- | ---------------- | -- | - | - | - | -- | -- | --- | ------ |
| Eurocopa 2012 | Polonia y Ucrania | Campeón          | 6  | 4 | 2 | 0 | 12 | 1  | +11 | 77.78% |
| Eurocopa 2016 | Francia           | Octavos de final | 4  | 2 | 0 | 2 | 5  | 4  | +1  | 50%    |
| Total         | Total             | Total            | 10 | 6 | 2 | 2 | 17 | 5  | 12  | 66.67% |

Participaciones en Copa Confederaciones
| Copa                      | Sede      | Resultado     | J  | G | E | P | GF | GC | Dif | Ef%    |
| ------------------------- | --------- | ------------- | -- | - | - | - | -- | -- | --- | ------ |
| Copa Confederaciones 2009 | Sudáfrica | Tercer puesto | 5  | 4 | 0 | 1 | 11 | 4  | +7  | 80%    |
| Copa Confederaciones 2013 | Brasil    | Subcampeón    | 5  | 3 | 1 | 1 | 15 | 4  | +11 | 66.67% |
| Total                     | Total     | Total         | 10 | 7 | 1 | 2 | 26 | 8  | +18 | 73.33% |

## Vida tras dejar el fútbol
Tras dejar de entrenar a la selección española, se retiró de la vida pública, dedicándose por completo a su vida privada y cumpliendo su promesa de no entrenar a ningún equipo más.
Tras varios años alejado de los focos, el 30 de abril de 2024, el Consejo de Ministros le nombró presidente de la Comisión de Supervisión, Normalización y Representación que tiene como objetivo tutelar la actividad de la Real Federación Española de Fútbol, así como ejercer su representación mientras exista.

## Estadísticas

### Jugador
| Club          | País   | Año       | Partidos | Goles |
| ------------- | ------ | --------- | -------- | ----- |
| CD Salmantino | España | 1966-1968 |          |       |
| Plus Ultra    | España | 1968-1970 | 11       | 5     |
| CD Castellón  | España | 1970-1971 | 13       | 4     |
| Córdoba CF    | España | 1971-1972 | 19       | 1     |
| CD Castellón  | España | 1972-1973 | 30       | 5     |
| Real Madrid   | España | 1973-1984 | 312      | 14    |

### Entrenador
| Club                 | País    | Año       | P   | PG  | PE  | PP  | % v.   |
| -------------------- | ------- | --------- | --- | --- | --- | --- | ------ |
| Real Madrid Castilla | España  | 1987-1990 | 114 | 42  | 31  | 41  | 45.91% |
| Real Madrid          | España  | 1994      | 11  | 5   | 1   | 5   | 48.48% |
| Real Madrid          | España  | 1996      | 2   | 2   | 0   | 0   | 100%   |
| Real Madrid          | España  | 1999-2003 | 233 | 127 | 56  | 50  | 62.52% |
| Beşiktaş             | Turquía | 2004-2005 | 17  | 8   | 5   | 4   | 56.86% |
| Selección            | País    | Año       | P   | PG  | PE  | PP  | % v.   |
| España               | España  | 2008-2016 | 114 | 87  | 10  | 17  | 79.24% |
| Total                | Total   | Total     | 490 | 270 | 103 | 117 | 62.11% |
| Fuente               |         |           |     |     |     |     |        |

## Palmarés

### Jugador

#### Campeonatos nacionales
| Título         | Club             | País   | Año     |
| -------------- | ---------------- | ------ | ------- |
| Copa del Rey   | Real Madrid C.F. | España | 1973/74 |
| Liga de España | Real Madrid C.F. | España | 1974/75 |
| Copa del Rey   | Real Madrid C.F. | España | 1974/75 |
| Liga de España | Real Madrid C.F. | España | 1975/76 |
| Liga de España | Real Madrid C.F. | España | 1977/78 |
| Liga de España | Real Madrid C.F. | España | 1978/79 |
| Liga de España | Real Madrid C.F. | España | 1979/80 |
| Copa del Rey   | Real Madrid C.F. | España | 1979/80 |
| Copa del Rey   | Real Madrid C.F. | España | 1981/82 |

### Entrenador

#### Campeonatos nacionales
| Título              | Club             | País   | Año     |
| ------------------- | ---------------- | ------ | ------- |
| Liga de España      | Real Madrid C.F. | España | 2000/01 |
| Supercopa de España | Real Madrid C.F. | España | 2001    |
| Liga de España      | Real Madrid C.F. | España | 2002/03 |

#### Campeonatos internacionales
| Título                | Club                          | Sede                 | Año  |
| --------------------- | ----------------------------- | -------------------- | ---- |
| Copa Iberoamericana   | Real Madrid C.F.              | Madrid, Buenos Aires | 1994 |
| Liga de Campeones     | Real Madrid C.F.              | París                | 2000 |
| Liga de Campeones     | Real Madrid C.F.              | Glasgow              | 2002 |
| Supercopa de Europa   | Real Madrid C.F.              | Mónaco               | 2002 |
| Copa Intercontinental | Real Madrid C.F.              | Yokohama             | 2002 |
| Copa del Mundo        | Selección de fútbol de España | Sudáfrica            | 2010 |
| Eurocopa              | Selección de fútbol de España | Polonia-Ucrania      | 2012 |

### Distinciones individuales
| Distinción                                            | Año                    |
| ----------------------------------------------------- | ---------------------- |
| Premio Once de Oro – Mejor entrenador de Europa       | 2000                   |
| Premio UEFA – Entrenador del Año                      | 2002                   |
| Premio IFFHS – Mejor entrenador de club del mundo     | 2002                   |
| Premio IFFHS – Mejor seleccionador nacional del mundo | 2009, 2010, 2012, 2013 |
| Premio FIFA – Mejor entrenador del mundo              | 2012                   |

#### Clasificaciones de los mejores entrenadores de todos los tiempos
| Premio          | Posición | Top 10 | Año  | Referencias   |
| --------------- | -------- | ------ | ---- | ------------- |
| ESPN            | 11.º     | No     | 2013 | [ 49 ] [ 50 ] |
| World Soccer    | 13.º     | No     | 2013 | [ 51 ] [ 52 ] |
| France Football | 33.º     | No     | 2019 | [ 53 ] [ 54 ] |

| Predecesor: Ottmar Hitzfeld | Mejor entrenador de clubes del año IFFHS 2002            | Sucesor: Carlos Bianchi |
| Predecesor: Luis Aragonés   | Mejor seleccionador del año IFFHS 2009, 2010, 2012, 2013 | Sucesor: Joachim Löw    |
| Predecesor: Pep Guardiola   | Mejor entrenador del mundo FIFA 2012                     | Sucesor: Jupp Heynckes  |

## Condecoraciones y homenajes
| Condecoración                                   | Año  |
| ----------------------------------------------- | ---- |
| Gran Cruz de la Real Orden del Mérito Deportivo | 2011 |
| Gran Cruz de la Orden del Dos de Mayo           | 2011 |
| Marquesado de Del Bosque                        | 2011 |
| Galardón                                        | Año  |
| Doctor honoris causa por la UCLM                | 2011 |
| Doctor honoris causa por la UCAM                | 2013 |
| Doctor honoris causa por la UPSA                | 2016 |
| Premio Blanquerna                               | 2017 |

Como homenaje a su trayectoria, en 2010 el Ayuntamiento de Salamanca, su localidad de nacimiento, le concedió el título de Hijo Predilecto de la ciudad. Asimismo, nombró una vía de la ciudad con el nombre de Avenida Vicente del Bosque.

## Vida privada
Hijo de Fermín del Bosque y de su esposa María del Carmen González, contrajo matrimonio con María de la Santísima Trinidad López ..., con la que tiene dos hijos y una hija: Vicente del Bosque López (1987), Álvaro del Bosque López (1989) y Gema del Bosque López (1993).